# アニセサムエラ
アニセ サムエラ（英語名：Samuela Lagilagi Anise（サムエラ・ラギラギ・アニセ）、1986年8月30日 - ）は、ラグビーユニオン指導者、元選手。

## 略歴
フィジー出身。日本国籍を取得している。
スヴァグラマー高校、フィジー工科大学卒業。
2008年、日野自動車レッドドルフィンズに加入。同年9月6日に行われたトップイーストリーグ第1節のサントリーフーズサンデルフィス戦に途中出場で公式戦初出場を果たした。
2016年、キヤノンイーグルスに加入 。
同年11月5日に行われたリポビタンDチャレンジカップ2016アルゼンチン戦にて先発出場で日本代表初キャップを獲得した。
2019年には、日本のスーパーラグビーチームであるサンウルブズとも契約をした（出場機会はない）。
2022年、静岡ブルーレヴズに加入。
2023年、東芝ブレイブルーパス東京に加入。
2025年6月、東芝ブレイブルーパス東京を退団。
2025年8月、現役引退を発表。同時に東芝ブレイブルーパス東京のデベロップメントコーチに就任することが発表された。